# جاودانه من
«جاودانهٔ من» (به انگلیسی: My Immortal) آهنگی از نخستین آلبوم استودیویی اونسنس به نام سقوط کرده (۲۰۰۳) است. موضوع این ترانه دربارهٔ ناکامی در عشق و به یادماندن خاطره آن است. ترانه‌سراهای این آهنگ، ایمی لی، بن مودی و دیو هاجز و تهیه‌کننده آن، دیو فورتمن هست.
ایمی لی در مورد این ترانه می‌گوید: «تفاوت ما در این است که بن [مودی] تمایل دارد داستان وار بنویسد که جدا از هرگونه تجربه شخصی ست. من نمی‌توانم در مورد چیزی که درکش نمی‌کنم بنویسم. برای من، نوشتن باید در مورد رویدادهایی که تجربه کرده‌ام باشد؛ بنابراین در حین اجرای ترانه مقداری احساس غربت می‌کنم اما هنوز هم دوستش دارم.»